# 遠藤麻衣
遠藤 麻衣（えんどう まい、1984年 - ）は、日本の芸術家、舞台俳優。

## 来歴
兵庫県生まれ。東京藝術大学在学中に交換留学制度によりウィーン美術アカデミーに留学、その後美術研究科絵画専攻修了、同大学院美術研究科博士後期課程美術専攻修了。
絵画、壁画などの造形芸術と映像作品や写真といった総合芸術、演劇や朗読、レクチャーパフォーマンスなど自分の身体を用いて演じる舞台芸術を複合的に用いた芸術実践を行うアーティストである。
2014年に渡辺美帆子と結成した演劇ユニット二十二会による演劇作品の発表や、2018年からは批評家・キュレーターの丸山美佳とともに日本発のクイア系アートZINE『Multiple Spirits（マルスピ）』を発行するなど他のアーティストと共同制作した作品も多い。
2015年に開催した初の個展「アイ・アム・フェニミスト！」では韓国・国立現代美術館におけるスクリーニングで上映されるなど海外からも注目を集めた。
2024年3月11日、「国立西洋美術館」で開催された「ここは未来のアーティストたちが眠る部屋となりえてきたか？」の内覧会で、パレスチナでのイスラエル政府による「ジェノサイド」に反対の意を示す抗議活動を行う。

## 個展
- 「燃ゆる想いに身を焼きながら」（愛知県立芸術大学サテライトギャラリー SA・KURA、2021）
- 「アイアムノットフェミニスト！」（ゲーテ・インスティトゥート東京、2017）[4]
- 「ボクは神の子を妊娠した。」（TAV GALLERY、東京、2015）
- 「アイ・アム・フェミニスト！」（ギャラリーバルコ、東京、2015）[5]

## 二十二会
演出家である渡辺美帆子と結成した「演劇を使って遊ぶユニット」をコンセプトとする演劇ユニット
- 「なめてさわぐ」（芸術準備室ハイセン、2021）
- 「インターネット二十二会INインターネットヤミ市」（3331Arts Chiyoda、2016）
- 「へんなうごきサイファー」（東京都中央卸売市場足立市場、2014）
- 「二重にたぶらかす」（Blan Class、2014）
- 「目に殴られた」（22:00画廊、2014）
- 「これが100である」（HAGISO、2013）

## グループ展
- 「フェミニズムズ / FEMINISMS」（金沢21世紀美術館、2021 - 2022）[6]
- 「ルール？」（21_21 DESIGN SIGHT、2021）
- 「彼女たちは歌う」（東京藝術大学大学美術館 陳列館、2020）[7]
- 「When It Waxes and Wanes」（VBKÖ、2020）
- 「新水晶宮」（TAV GALLERY、2020）[8]
- 「パンゲア・オン・ザ・スクリーン（企画：山形一生）」（TAV GALLERY、東京、2020／BankART跡地、横浜、2020ほか）
- 「Stilllive」（Goethe-Institut Tokyo、2019）
- 「始末をかくエキシビジョン ふるさとは上演されている」（世田谷生活工房、東京、2017）
- 「MOTアニュアル 2016 キセイノセイキ」（東京都現代美術館）[9]

## 演劇
- 「バタイユのバスローブ」（2019年）
- 「シティⅢ」(2017)
- 「イスラ！イスラ！イスラ！」(2016)
- 「透明な隣人 ～8 -エイト-によせて～」(2014)
- 「始末をかく」（2013〜18年）

## 書籍
- Multiple Spirits
- Multiple Spirits vol.2、ISBN 978-4-9910805-0-0